# Distretto di Manta
Il distretto di Manta è uno dei diciannove distretti della provincia di Huancavelica, in Perù. Si trova nella regione di Huancavelica e si estende su una superficie di 154.14 chilometri quadrati.